# 1384 Kniertje
1384 Kniertje eller 1934 RX är en asteroid i huvudbältet som upptäcktes den 9 september 1934 av den holländske astronomen Hendrik van Gent i Johannesburg. Den har fått sitt namn efter karaktären Kniertje i den holländske författaren Herman Heijermans pjäs, Op Hoop van Zegen.
Asteroiden har en diameter på ungefär 26 kilometer och den tillhör asteroidgruppen Adeona.